# ران سیفس جونز
ران سیفس جونز (انگلیسی: Ron Cephas Jones؛ ۸ ژانویهٔ ۱۹۵۷ – ۱۹ اوت ۲۰۲۳) بازیگر تئاتر و تلویزیون اهل ایالات متحده آمریکا بود.
از فیلم‌ها یا برنامه‌های تلویزیونی که وی در آن نقش داشته‌است می‌توان به رذل و دوست‌داشتنی، آقای ربات، این ما هستیم، روزهای سگی و در جستجوی آلاسکا اشاره کرد.